# Герб Судана
Герб Суда́на (араб. شعار السودان‎, англ. Emblem of Sudan) — один из официальных символов Судана. Был принят в 1969 году. Птица-секретарь, щит относящийся ко времени Мухаммада ибн Абдуллаха, самозваного Махди, который управлял Суданом в XIX веке. Два свитка помещены в герб; верхний с национальным девизом — «Победа за нами» (араб. النصر لنا‎ [an nasr lanaː]), и ниже, с названием государства — «Республика Судан» (араб. جمهورية السودان‎ [d͡ʒumhuːrijjat as suːdaːn]).

## Символика
На гербе помещена птица-секретарь, которая является распространённой хищной птицей, эндемичной для африканских саванн и лугов. Птица славится своей живучестью и выносливостью. Она в почёте в культурном наследии во многих странах Африки.
Птица-секретарь была выбрана как аналогия, суданский вариант Орла Саладина и Ястреба курайшитов, которые присутствуют в эмблемах некоторых арабских государств, и связанных с арабским национализмом.
На груди птицы изображён щит, относящийся ко времени Мухаммада ибн Абдуллаха, самозваного Махди, который управлял Суданом в XIX веке. В целом герб представляет трудолюбие, мужество и патриотизм, на которые опирается Судан. Он также воплощает в себе готовность, с которой народ готов защищать свою землю и людей.
Верхняя лента содержит национальный девиз «Победа за нами», нижний — название «Республика Судан».

## История герба
|  | 1 января 1956 года Судан был провозглашён независимым государством. Принятый тогда герб Судана состоял из изображения чёрного носорога, окружённого двумя изогнутыми пальмами и зелёными оливковыми ветвями. На белой ленте в нижней части начертано название государства: جمهورية السودان (Jumhuriyat as-Sudan — «Республика Судан»). Носорог символизировал силу и мощь Суданского государства. Пальмы — наиболее характерные деревья страны, олицетворяют природу. Пальмы широко культивируются как сельскохозяйственные культуры, используются плоды, древесина. Оливковые листья — традиционный символ мира. |
|  | Эмблема Демократической Республики Судан 1970—1985 гг. |